# هارفي ألتر

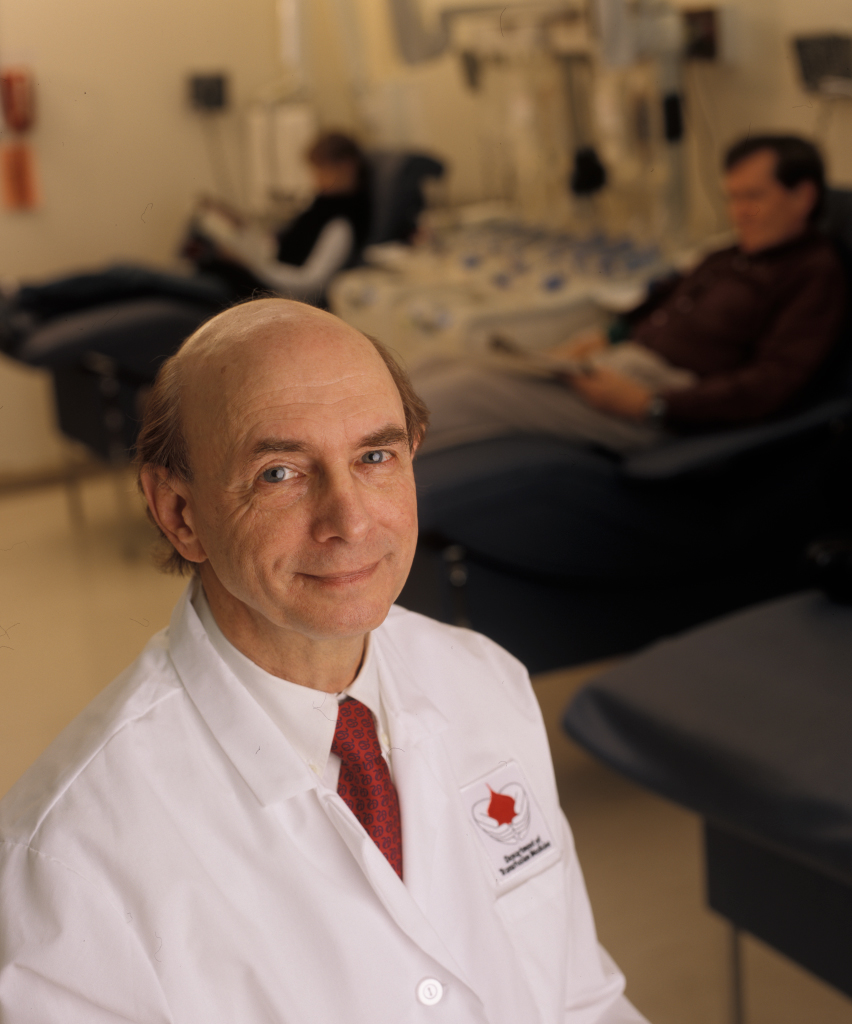
تعديل في عام 2000

هارفي جيمس ألتر (بالإنجليزية: Harvey James Alter)‏ (من مواليد 12 سبتمبر 1935) هو باحث طبي أمريكي وعالم فيروسات وطبيب وحائز على جائزة نوبل في علم وظائف الأعضاء (الفسيولوجيا) أو الطب للعام 2020، اشتهر بعمله الذي أدى إلى اكتشاف فيروس التهاب الكبد سي. وهو رئيس قسم الأمراض المعدية والمدير المساعد للأبحاث في قسم طب نقل الدم في مركز ارن غرانت ماغنوسون السريرية في المعاهد الوطنية للصحة (NIH) في بيثيسدا بولاية ماريلاند. في منتصف السبعينيات، أظهر ألتر وفريقه البحثي أن معظم حالات التهاب الكبد بعد نقل الدم لم تكن بسبب التهاب الكبد الوبائي أ أو فيروسات التهاب الكبد ب. ومن خلال العمل بشكل مستقل، أثبت ألتر وإدوارد تابور، العالم في إدارة الغذاء والدواء الأمريكية، من خلال دراسات انتقال العدوى في الشمبانزي أن شكلًا جديدًا من التهاب الكبد، سُمّيَ في البداية «التهاب الكبد غير أ، وليس ب» تسبب في العدوى، وأنه ربما كان العامل المسبب فيروساً. أدى هذا العمل في النهاية إلى اكتشاف فيروس التهاب الكبد الوبائي سي في عام 1988، والذي من شارك في جائزة نوبل في علم وظائف الأعضاء أو الطب في عام 2020 مع مايكل هوتون وتشارلز إم رايس.
حصل ألتر على تقدير للبحث الذي أدى إلى اكتشاف الفيروس المسبب لالتهاب الكبد سي. وحصل على وسام الخدمة المتميزة، وهي أعلى جائزة تُمنح للمدنيين في خدمة الصحة العامة التابعة لحكومة الولايات المتحدة، وجائزة لاسكر-دبغي للأبحاث الطبية السريرية لعام 2000.